# アルゴノート (S636)
アルゴノート (Argonaute, S636) は、フランス海軍の潜水艦。アレテューズ級潜水艦の1隻。その名を持つ艦としては4隻目。
アルゴノートは1958年10月23日に進水、就役後はツーロン潜水艦隊の旗艦として活動する。その活動期間は2,000日以上に及び、32,000時間以上の潜水を記録した。アルゴノートは1982年7月31日に退役し、1989年にトゥーロンからジブラルタルを経由しレ・ハーヴェまで回航された。運河からクレーンで揚陸されて現在の地まで運ばれた。1991年に一般公開された。
退役後はパリの30番街に展示され、その後シテ科学産業博物館にて保存、博物艦船として公開される。内部は月曜日と祝日以外は公開されている。有料である。内部に入るとき音声ガイドを借りられる。